# (33203) 1998 FA57
1998 FA57 (asteroide 33203) é um asteroide da cintura principal. Possui uma excentricidade de 0.02664870 e uma inclinação de 1.97101º.
Este asteroide foi descoberto no dia 20 de março de 1998 por LINEAR em Socorro.